# Międzynarodowy Festiwal Koronki Klockowej
Międzynarodowy Festiwal Koronki Klockowej (ang. The International Festival of Bobbin Laces) – organizowany w miejscowości Bobowa od 2000 roku. Festiwal nawiązuje do współpracy Bobowej, ośrodka znanego z tradycji tworzenia bobowskiej koronki klockowej, z zagranicznymi stowarzyszeniami koronkarzy klockowych z 17 krajów europejskich (min. z Austrii, Chorwacji, Czech, Estonii, Francji, Hiszpanii, Niemiec, Rosji, Słowacji, Węgier, Wielkiej Brytanii).

## Edycje festiwalu
- I Międzynarodowy Festiwal Koronki Klockowej, BOBOWA 2000, 1-8 października 2000
- II Międzynarodowy Festiwal Koronki Klockowej, BOBOWA 2001, 3-7 października 2001
- III Międzynarodowy Festiwal Koronki Klockowej, BOBOWA 2002, 2-6 października 2002
- IV Międzynarodowy Festiwal Koronki Klockowej, BOBOWA 2003, 1-5 października 2003
- V Międzynarodowy Festiwal Koronki Klockowej, BOBOWA 2004, 6-10 października 2004
- VI Międzynarodowy Festiwal Koronki Klockowej, BOBOWA 2005, 5-9 października 2005
- VII Międzynarodowy Festiwal Koronki Klockowej, BOBOWA 2006, 4-8 października 2006
- VIII Międzynarodowy Festiwal Koronki Klockowej, BOBOWA 2007, 3-7 października 2007
- IX Międzynarodowy Festiwal Koronki Klockowej, BOBOWA 2008, 1-5 października 2008
- X Międzynarodowy Festiwal Koronki Klockowej, BOBOWA 2009, 7-10 października 2009
- XI Międzynarodowy Festiwal Koronki Klockowej, BOBOWA 2010, 6-10 października 2010
- XII Międzynarodowy Festiwal Koronki Klockowej, BOBOWA 2011, 5-9 października 2011
- XIII Międzynarodowy Festiwal Koronki Klockowej, BOBOWA 2012, 3-7 października 2012
- XIV Międzynarodowy Festiwal Koronki Klockowej, BOBOWA 2013, 3-6 października 2013
- XV Międzynarodowy Festiwal Koronki Klockowej, BOBOWA 2014, 2-5 października 2014
- XVI Międzynarodowy Festiwal Koronki Klockowej, BOBOWA 2015, 1-4 października 2015
- XVII Międzynarodowy Festiwal Koronki Klockowej, BOBOWA 2016, 6-9 października 2016
- XVIII Międzynarodowy Festiwal Koronki Klockowej, BOBOWA 2017, 7-10 października 2017
- XIX Międzynarodowy Festiwal Koronki Klockowej, BOBOWA 2018, 6-9 września 2018